# Friedrich Werner (Fußballspieler)
Friedrich „Fred“ Werner (meistens als „Fred“ Werner oder Alfred Werner bezeichnet; * 5. Februar 1888, † unbekannt) war ein deutscher Fußballspieler.

## Karriere
„Fred“ Werner gehörte dem am 4. Mai 1902 gegründeten Kieler Fußball-Club Holstein an, der sich im Jahr 1908 in FV Holstein Kiel umbenannte.
Unter dem am 25. Februar 1903 gegründeten Verband Kieler Ballspielvereine wurde der Spielbetrieb in Kiel erstmals organisiert und die erste Bezirksmeisterschaft in der Saison 1903/04 ausgespielt. Werner setzte sich mit seiner Mannschaft von den vier teilnehmenden Mannschaften als Erster durch; die Saison 1904/05 wurde nicht ausgetragen. Die Saison 1905/06 war die erste von 25 bis 1933 unter dem Norddeutschen Fußball-Verband ausgetragenen Meisterschaften in der Anzahl an Bezirken schwankend.
„Fred, der löwenhafte Kämpe mit den charakteristischen, ewig rutschenden Strümpfen und dem mannhaften Händespucken vor Beginn eines Angriffs“, einer der beiden jüngeren Brüder von Adolf „Adsch“ Werner, gewann in seiner Vereinszugehörigkeit acht Bezirksmeisterschaften, davon sieben in Folge. Bedingt durch die errungenen Erfolge war seine Mannschaft siebenmal in den Endrunden um die Norddeutsche Meisterschaft vertreten. Nachdem seine Mannschaft in den ersten vier Endrunden jeweils im Halbfinale gescheitert war, folgten drei Meisterschaften in Folge. Am 10. April 1910 wurde das in Hamburg ausgetragene Finale gegen Werder Bremen mit 7:1, das am 23. April 1911 wiederholt in Hamburg ausgetragene Finale gegen den FuCC Eintracht 1895 Braunschweig mit 6:1 und das erneut an selber Stätte gegen den letztgenannten Verein am 21. April 1912 ausgetragene Finale mit 3:2 gewonnen. Obwohl seine Mannschaft damit dreimal für die Endrunde um die Deutsche Meisterschaft qualifiziert war, kam „Fred“ Werner lediglich in den ersten beiden Endrunden zum Einsatz. Sein Debüt gab er am 17. April 1910 im Stadion Hoheluft beim 4:1-Sieg gegen den BFC Preussen aus Berlin im Viertelfinale. Auch im Halbfinale, beim 6:0-Sieg über den Rixdorfer FC Tasmania 1900 – ebenfalls im Stadion Hoheluft –, wurde er eingesetzt. Das am 15. Mai in Köln ausgetragene Finale gegen den Karlsruher FV wurde erst in der 114. Minute durch Max Breunigs Strafstoßtor mit 0:1 verloren. Seine letzten beiden Endrundenspiele bestritt Werner am 7. Mai 1911 in Bremen beim 3:1-Viertelfinalsieg über den Duisburger SpV und am 21. Mai 1911 im Stadion Hoheluft im Halbfinale gegen den BTuFC Viktoria 89, das 0:4 verloren ging.
Für Norddeutschland war Fred Werner im Kronprinzenpokal 1908/09 zweimal auf dem Platz. Es blieben seine einzigen beiden Einsätze. Später studierte er in München und konnte nur noch gelegentlich für sein Vereinsteam auflaufen.

## Erfolge
- Deutscher Meister 1912
- Zweiter der Deutschen Meisterschaft 1910
- Norddeutscher Meister 1910, 1911, 1912
- Bezirksmeister Kiel 1904, 1906, 1907, 1908, 1909, 1910, 1911, 1912